# Raúl Aparicio
Raúl Aparicio Nogales (Cruces, 1913-La Habana, 3 de enero de 1970) fue un escritor cubano.

## Vida
Cursó sus primeros estudios en Cienfuegos y Santa Clara. En la primera de esas ciudades fundó, junto a Carlos Rafael Rodríguez, el Grupo Ariel que vinculaba sus preocupaciones tanto literarias como político y social. 
En 1940 se gradúa de Derecho Diplomático y Consular, así como en Ciencias Políticas, Sociales y Económicas en la Universidad de La Habana. Obtuvo varias menciones en el Concurso Hernández Catá. Viajó por EE. UU., Perú, Uruguay, Argentina y Canadá. 
Se integró al Ministerio de Relaciones Exteriores al triunfo de la Revolución y prestó sus servicios en Brasil, Checoslovaquia y México. Fue redactor jefe de la revista Guía, colaborando en las revistas y periódicos más prestigiosos de su época.

## Obra
- Hombradía de Antonio Maceo (1966, Premio de Biografía Enrique Piñeiro de la UNEAC)
- Diez pintores del mundo (en conjunto con Felipe Orlando)
- Hijos del tiempo (cuentos)
- Espejos de Alinde (cuentos)

- Datos: Q2134398